# Paul von Breitenbach

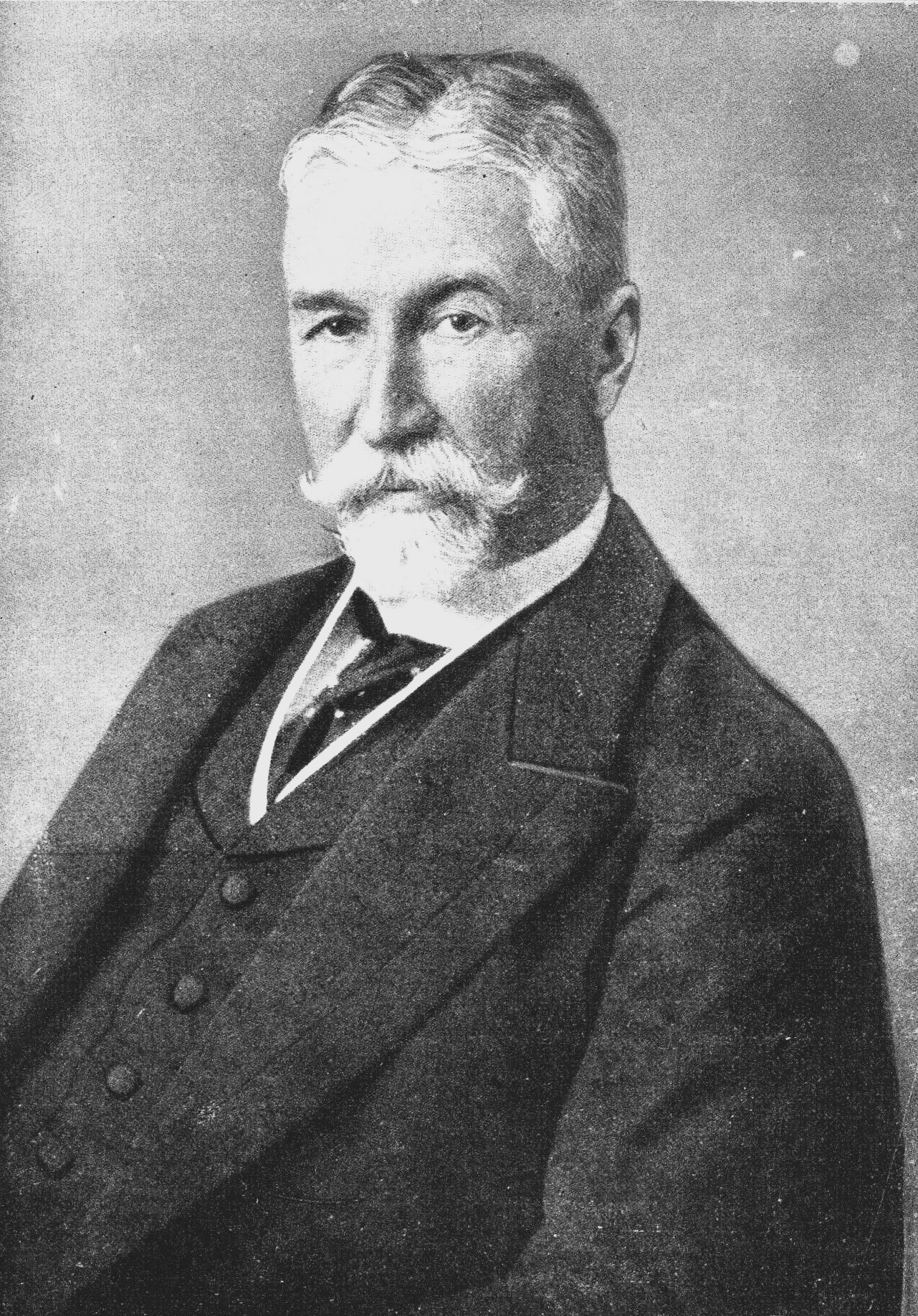
Aufnahme um 1916 von Hofphotograph E. Bieber, Berlin

Paul Justin Breitenbach, seit 1909 von Breitenbach (* 16. April 1850 in Danzig; † 10. März 1930 in Bückeburg), war ein deutscher Verwaltungsjurist. Als Minister der öffentlichen Arbeiten in Preußen war er unter anderem zuständig für die Preußischen Staatseisenbahnen sowie auch maßgeblich an der Entstehung der Berliner U-Bahn beteiligt.

## Herkunft
Sein Vater Heinrich August Breitenbach (* 22. Dezember 1810; † 7. September 1891) war Rechtsanwalt und Justizrat in Danzig, seine Mutter war dessen Ehefrau Maria Helene Auguste Würtz (* 22. Mai 1824; † 8. November 1904). Breitenbach wuchs in Danzig mit sechs Geschwistern auf und besuchte das Gymnasium. Ein Bruder fiel 1871 im Deutsch-Französischen Krieg bei Rouen.

## Familie
Breitenbach heiratete am 2. Oktober 1882 Christina Johanna Elvira Lentze (* 24. Juni 1862). Das Paar hatte mehrere Kinder: Der älteste Sohn Paul (* 24. August 1883) ging als Kaufmann nach Südamerika und heiratete dort Carlotta Lackington. Dessen jüngerer Bruder Gerhard (* 7. Mai 1886) war von 1924 bis 1934 Landrat des Landkreises Limburg. Die älteste Tochter Hedwig (* 2. Juli 1887) heiratete den Rechtsanwalt Joseph Schilling (1875-1950). Tochter Erica (* 6. Februar 1890) war mit dem Diplomaten Heinrich von Kaufmann-Asser verheiratet, der 1933 wegen seiner jüdischen Abstammung als Botschafter entlassen wurde. Ihre Zwillingsschwester Gertrud heiratete den Regierungsassessor Robert Bürgers. Der jüngste Sohn Ewald (* 16. Juni 1892; † 15. April 1984) ging zum Militär.

## Berufsweg

Eisenbahner-Erinnerungsblatt, rechts unten: Paul von Breitenbach

Nach einem Studium der Rechtswissenschaften in Berlin und Leipzig wurde er 1873 Gerichtsreferendar in Berlin, 1877 Gerichtsassessor. 1878 wechselte er zu den Preußischen Staatseisenbahnen. Nach Tätigkeiten in Hannover und Breslau war er ab 1884 verantwortlich bei Ausbau und Betrieb der Berlin-Hamburger Bahn beteiligt. Von 1893 bis 1895 war Breitenbach Direktor des Eisenbahnbetriebsamts Hannover, dann in gleicher Funktion in Altona. 1896 wurde er Beauftragter des preußischen Ministers der öffentlichen Arbeiten, um in Mainz die Verstaatlichung der Hessischen Ludwigsbahn, die Gründung der Preußisch-Hessischen Eisenbahngemeinschaft und die der Eisenbahndirektion Mainz zu leiten. Zu deren erstem Präsidenten wurde er zum 1. April 1897 ernannt. 1903 übernahm Breitenbach die Stelle des Präsidenten der Eisenbahndirektion Köln.
Von hier berief ihn Reichskanzler Bernhard von Bülow am 14. Mai 1906 zum Minister der öffentlichen Arbeiten sowie am 21. Mai 1906 zum Leiter des Reichseisenbahnamts. Minister blieb er bis zum 13. November 1918, das Amt des Präsidenten des Reichseisenbahnamtes gab er 1910 an Michael Wackerzapp ab. Paul von Breitenbach spielte auch eine zentrale Rolle beim Bau der Berliner U-Bahn, vor allem der Linie zwischen der westlichen Innenstadt und Dahlem (heute: Linie U3).
In seiner Zeit als Minister war er auch Vorsitzender des Reichsamts für die Verwaltung der Reichseisenbahnen in Elsaß-Lothringen. Von 22. Mai 1916 bis 19. November 1917 war Breitenbach zugleich Vizepräsident des Staatsministeriums. Seine politische Haltung illustriert ein Zitat vom 5. Oktober 1918:

„Breitenbach will möglichst bald ausscheiden, denn er kann die Radikalisierung (…) der Regierung nicht mitmachen. Vor dem Kriege war er der schärfste Gegner der SPD und seit 1914 mußte er ihr Eindringen (…) in die Eisenbahnarbeiterschaft dennoch dulden. Jetzt ist er aber nicht bereit, einer sich jetzt entwickelnden universalen Gültigkeit eines Arbeitskammergesetzes zuzustimmen. Nur durch Rücktritt ist ein hierin liegender Konflikt zwischen dem Reich und Preußen zu verhindern.“

Am 8. November 1918 reichte Breitenbach sein Rücktrittsgesuch ein und ging am 13. November in Pension.

## Ehrungen

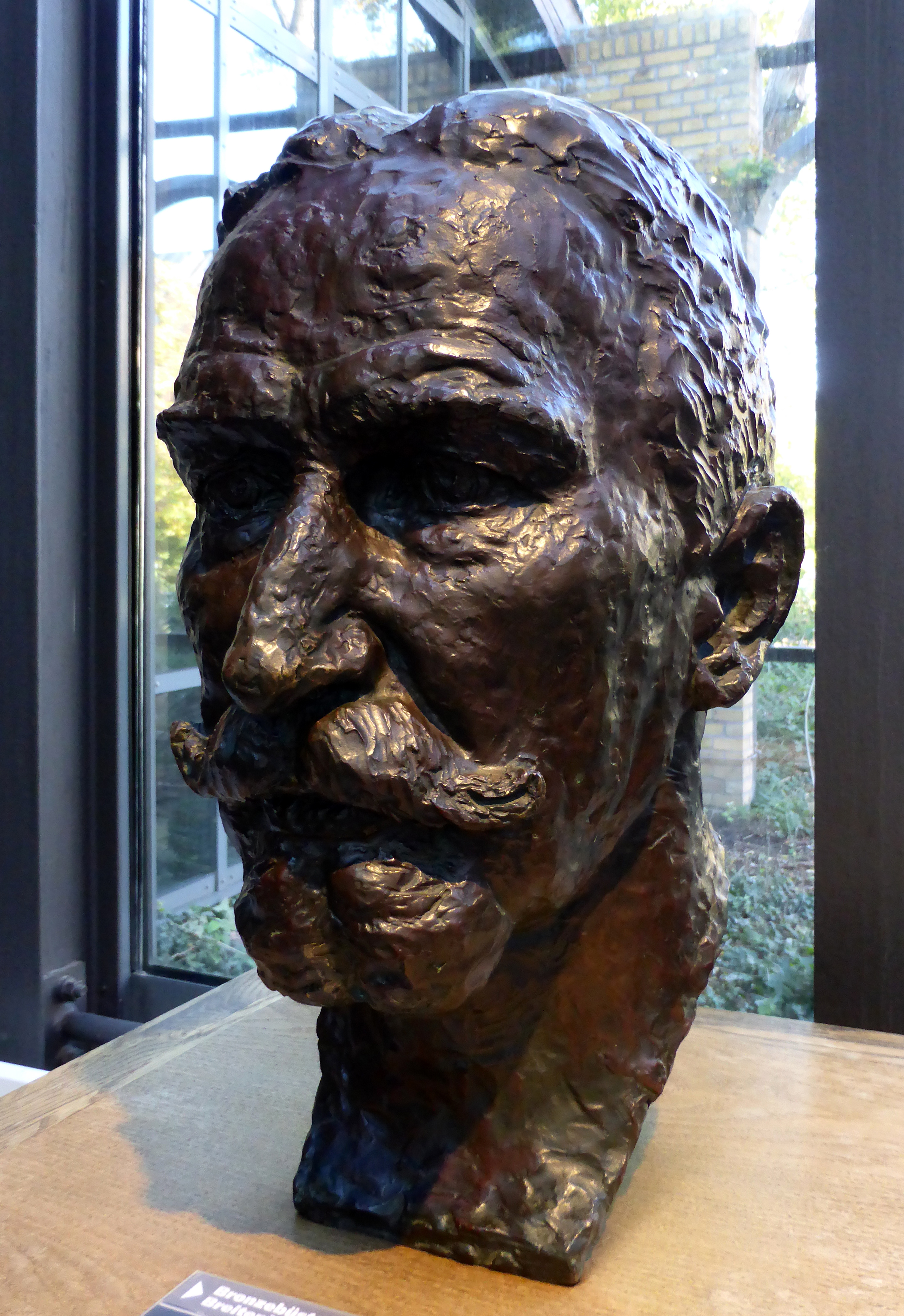
Paul von Breitenbach, Bronzebüste, 1920 von August Kraus

### Orden
Großherzog Ernst Ludwig von Hessen und bei Rhein verlieh ihm 1898 das Komturkreuz II. Klasse des Philippsordens.
Kaiser Wilhelm II. verlieh ihm als König von Preußen 1899 den Roten Adlerorden III. Klasse mit Schleife, 1904 den Kronen-Orden II. Klasse und 1913 den Schwarzen Adlerorden. Außerdem erhob er Breitenbach am 27. Januar 1909 in den erblichen preußischen Adelsstand.
Prinzregent Luitpold verlieh Breitenbach 1900 den Verdienstorden vom Heiligen Michael II. Klasse.
1900 erhält er das Kommandeurkreuz II. Klasse des großherzoglich badischen Ordens vom Zähringer Löwen.
Der württembergische König Wilhelm II. ehrte Breitenbach 1908 mit der Verleihung des Großkreuzes mit der Krone des Friedrichs-Ordens.

### Weitere Ehrungen
In seinem Beisein wurden 1913 der vormalige Rastatter Platz an der Grenze zwischen Wilmersdorf, Dahlem und Steglitz in Breitenbachplatz umbenannt und der darunter liegende U-Bahnhof Breitenbachplatz eröffnet.
An der Kölner Hohenzollernbrücke, unterhalb des Reiterstandbildes des Kaisers Wilhelm II., wurde im Mai 1911 in einer Nische die Büste des Eisenbahnministers aufgestellt.
1928 wurde eine Bronzebüste des Bildhauers August Kraus im Sitzungssaal der Hauptverwaltung der Deutschen Reichsbahn aufgestellt.
Auch die Breitenbachstraße im Berliner Ortsteil Borsigwalde wurde nach ihm benannt, ebenso die Zufahrtsstraße zum ICE-Instandhaltungswerk der Deutschen Bahn in Krefeld-Oppum. Weitere Breitenbachstraßen gibt es in Frankfurt am Main (in Nähe der Main-Weser-Bahn in Bockenheim), Köln (in Nähe des Rangierbahnhofs Gremberg), Mönchengladbach und Wiesbaden (beide in Nähe des jeweiligen Hauptbahnhofs).